# Julita
Julita ist eine philippinische Stadtgemeinde in der Provinz Leyte. Sie hat 15.114 Einwohner (Zensus 1. August 2015).

## Baranggays
Julita ist politisch in 26 Baranggays unterteilt.
| - Alegria - Anibong - Aslum - Balante - Bongdo - Bonifacio - Bugho - Calbasag - Caridad - Cuya-e - Dita - Gitabla - Hindang | - Inawangan - Jurao - Poblacion District I - Poblacion District II - Poblacion District III - Poblacion District IV - San Andres - San Pablo - Santa Cruz - Santo Niño - Tagkip - Tolosahay - Villa Hermosa |